# Rudolf Staritz

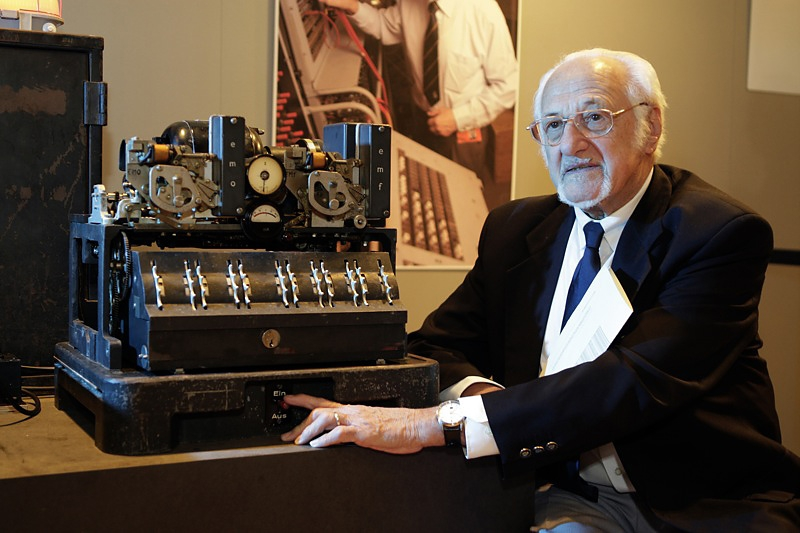
Rudolf Staritz mit Lorenz-Schlüsselmaschine (2007)

Rudolf Friedrich Staritz (* 11. Dezember 1921 in Ziegenrück; † 24. Juli 2021 in Bamberg) war ein deutscher Nachrichtentechniker.

## Leben
Nach dem Schulbesuch in Pößneck und einem begonnenen Studium der Elektrotechnik an der Höheren Technischen Lehranstalt in Hildburghausen wurde Staritz 1940 aufgrund seiner Kenntnisse in der Nachrichtenübertragung vom Oberkommando der Wehrmacht (OKW) in das Amt Ausland/Abwehr eingezogen. Während seines Kriegsdienstes von 1940 bis 1945 war er als Funker, Funkausbilder und Konstrukteur von Agentenfunkgeräten im weltweiten Funknetz des OKW unter Admiral Canaris und Oberst Hansen tätig.
Nach dem Zweiten Weltkrieg beendete Staritz das unterbrochene Studium in Hamburg und arbeitete ab 1954 für Forschungsinstitute der Bundespost, so im Fernmeldetechnischen Zentralamt für Verstärker- und Impulstechnik. Am Posttechnischen Zentralamt wirkte Staritz an Entwicklungen von Computerperipherietechnik und Datenfernübertrag mit. Des Weiteren war er Mitglied verschiedener Arbeitsgruppen der Raumfahrtkommission. Sein Forschungsschwerpunkt in diesem Bereich war insbesondere die Kommunikation per Satellitenübertragung.
Privat widmete sich Staritz der Aufarbeitung und Aufklärung der Aktivitäten von Professor Oskar Vierling auf Burg Feuerstein in der Fränkischen Schweiz und veröffentlichte wissenschaftliche Berichte zur Geschichte der Nachrichten- und Computertechnik. Zudem besaß Staritz eine der deutschlandweit größten privaten Sammlungen an Agentenfunkgeräten und Kryptosystemen, die heute im Deutschen Spionagemuseum in Berlin zu sehen ist.
Im November 2007 wirkte der pensionierte Nachrichtentechniker an einer Neuauflage des deutsch-britischen Dechiffrierduells mit. Vom Heinz Nixdorf MuseumsForum aus sendete er eine chiffrierte Botschaft, die in Bletchley Park, etwa 70 km nordwestlich von London, empfangen und entziffert wurde. Am 24. Juli 2021 verstarb Rudolf Staritz in Bamberg im Alter von 99 Jahren.

## Mitgliedschaften
Staritz war Mitglied der Deutschen Gesellschaft für Luft- und Raumfahrt sowie der International Intelligence History Association (IIHA). „Rudi“, wie ihn seine Funkfreunde nannten, war langjähriges Mitglied im Deutschen Amateur-Radio-Club (DARC) sowie lizenzierter Funkamateur mit dem Rufzeichen DL3CS.

## Publikationen
- mit Louis Meulstee: Clandestine Radio. Wireless for the Warrior. Vol. 4, Wimborne Publ. Ltd., Ferndown / Dorset 2004, ISBN 0-9520633-6-0.[8]
- mit Walter Dieminger, Gerhard Strössner: 60 Jahre Amateurfunk-Sendebetrieb in Coburg. Coburg 1986.
- Technik der Flugkörper. Berlin 1966.
- Zahlreiche Fachberichte aus den Fachgebieten Funktechnik, Raumfahrttechnik und Kryptographie.